# Madonna mit Kind (Fargues, Gironde)

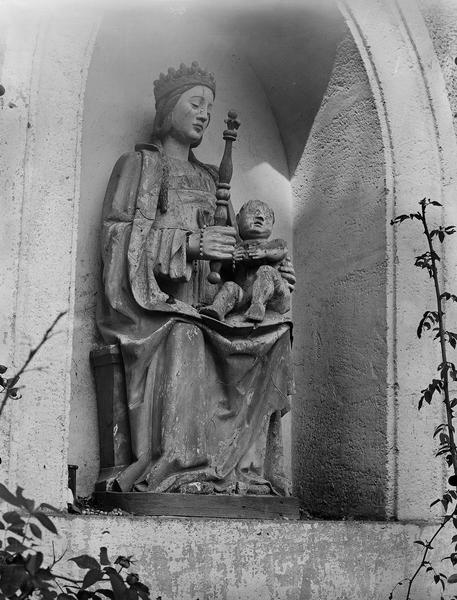
Madonna mit Kind in Fargues (Foto von Jean-Auguste Brutails, um 1900)

Die Skulptur Madonna mit Kind in der Kirche Notre-Dame in Fargues, einer französischen Gemeinde im Département Gironde der Region Nouvelle-Aquitaine, wurde im 15. Jahrhundert geschaffen. Im Jahr 1908 wurde die gotische Skulptur als Monument historique in die Liste der denkmalgeschützten Objekte (Base Palissy) in Frankreich aufgenommen.
Die Skulptur aus Holz ist 1,12 Meter hoch und bemalt bzw. vergoldet. Das Jesuskind sitzt auf dem linken Oberschenkel von Maria und wendet sein Gesicht in Richtung des Betrachters. Maria hält in der linken Hand ein Szepter und trägt auf dem Kopf eine Krone.